# Антоний (Мердани)
Митрополи́т Анто́ний (алб. Metropoliti Andon, греч. Μητροπολίτης Αντώνιος, в миру Арта́н Мерда́ни, алб. Artan Merdani; 7 декабря 1969, Тирана) — епископ Албанской православной церкви, митрополит Эльбасанский, Шпатский и Либраждский.

## Биография
7 декабря 1969 года в Тиране, Албания, в семье бекташской традиции.
С 1988 по 1990 год учился в кадетском училище, готовясь стать офицером армии. Покинул школу недоучившись. 18 месяцев работал охранником в государственном заведении.
Под влиянием приезжих миссионеров, хлынувших в страну после крушения коммунизма в стране, заинтересовался христианством. «Сначала богослужения и изучение Библии было не более чем развлечением, но потом я поглощал книги, которые они принесли с собой, потому что мы не знали никакой религиозной литературы».
В апреле 1995 года вместе с несколькими друзьями был крещён священником Лукой Веронисом в Благовещенском соборе в Тиране. Впоследствии его брат и мать также обратились в Православие. Помогал переводить с английского на албанский работы американского православного священника Петра Гиллквиста. Летом 1996 года прожил два месяца на Афоне, по большей части в монастыре Симонопетра.
В октябре 1996 года поступил в Воскресенскую духовную семинарию в при Монастыре святого Власия близ Дурреса, где учился до 1999 года.
Провёл некоторое время во вновь открытом Монастыре Арденица. В качестве катехизатора ходил по деревням с проповедью.
22 апреля 2000 года митрополитом Иоанном (Пелюши) был пострижен в монашество с наречением имени Антоний в честь преподобного Антония Великого и рукоположен в сан диакона.
21 ноября 2002 года архиепископом Тиранским и всей Албании Анастасием был рукоположен во иеромонаха.
С 2002 по 2006 год обучался на Богословском факультете Афинского университета, который окончил с отличием со степенью бакалавра теологии. Кроме того, он окончил двухлетнюю аспирантуру по специальности «Социальная психология и коммуникация» в Высшем учебном заведении «ISSAT» в сотрудничестве с Университетом «UBIS» в Женеве, где получил степень магистра наук (MSc). Помимо своего родного албанского, он владеет греческим, английским и итальянским языками.
20-24 января 2006 года побывал Москве, сопровождая архиепископа Тиранского и всей Албании Анастасия.
11 ноября 2006 года решением Священного Синода Албанской церкви избран викарием архиепископа Тиранского с титулом «Круйский».
21 ноября того же года в Тиранском Благовещенском соборе был рукоположен во епископа Круйского. Хиротонию совершили: архиепископ Тиранский и всей Албании Анастасий, митрополит Бератский Игнатий (Триантис), митрополит Корчинский Иоанн (Пелюши), митрополит Гирокастрский Димитрий (Дикбасанис) и епископ Аполлонийский Николай (Хюка).
С 2006 по 2012 год преподавал в Дурресской духовной семинарии. Как представитель Албанской Православной Церкви принял участие в ряде конференций и встреч. Он был членом административного совета образовательного учреждения «Дух любви», Исполнительного совета «Православной Благовещенской клиники» и Исполнительного комитета Межконфессионального совета Албании.
9 ноября 2012 года принял участие в отпевании и погребении Патриарха Болгарского Максима в Софии.
7 апреля 2016 года был избран митрополитом на новооснованную Эльбасанскую кафедру, выделенную из состава Тиранской архиепископии. 17 апреля того же года состоялось его торжественное настолование в Никольском соборе города Эльбасана.